# Preseka
Preseka é uma vila e município da Croácia localizado no condado de Zagreb.

## Localidades
O município de Preseka é composto de 15 localidades:
- Donja Velika
- Gornja Velika
- Gornjaki
- Kamenica
- Kraljev Vrh
- Krušljevec
- Ledina
- Pogančec
- Preseka
- Slatina
- Srednja Velika
- Strmec
- Šelovec
- Vinkovec
- Žabnjak

## Demografia
De acordo com o censo de 2001, 99,58% da população é composta por croatas.